# Owca wrzosówka

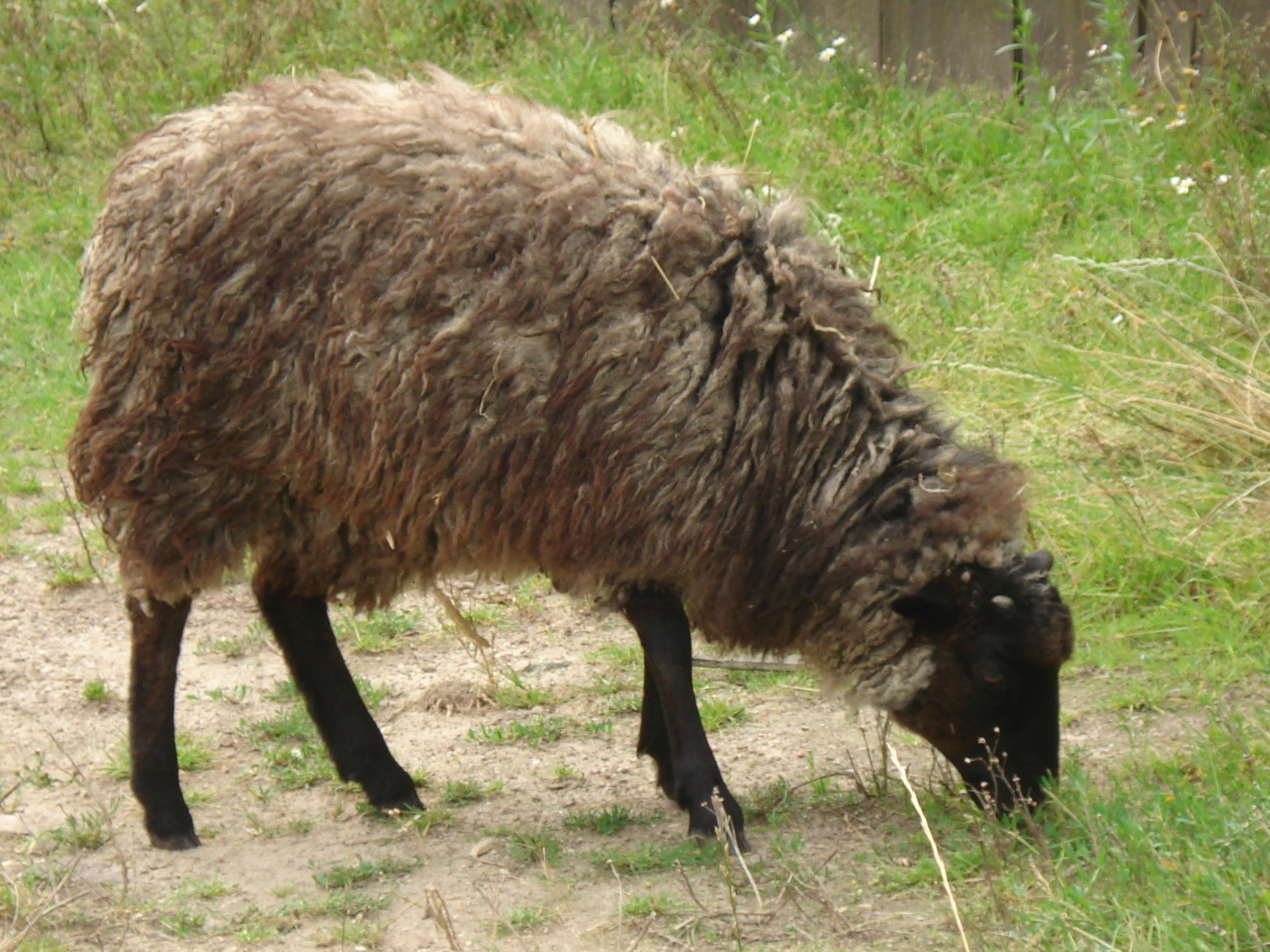
Owca wrzosówka

Owca wrzosówka – jedna z ras owcy domowej, hodowana w Polsce.

## Historia
W połowie lat 50. XX wieku polska populacja tych owiec zaczęła spadać z powodu wypierania tej rasy przez merynosy, które mimo mniejszej plenności miały więcej mięsa oraz białej wełny, na które właśnie było zapotrzebowanie na rynku. Populacja wrzosówek zaczęła więc drastycznie spadać. Stan taki trwał aż do 1972 roku, kiedy to Instytut Zootechniki zakupił 160 maciorek i 27 tryków (łącznie w latach 1972–1973) w celu ochrony populacji wrzosówek. Całe stado zostało umieszczone w Zootechnicznym Zakładzie Doświadczalnym Instytutu Zootechniki w Siechnicach koło Wrocławia. Pod koniec lat 90. liczba maciorek wrzosówek w Polsce wyniosła około 2300 sztuk. Obecnie owce tej rasy są przeważnie używane jako „żywe kosiarki”. Poza tym istnieje kilka większych stad.

## Charakterystyka
Dorosłe owce tej rasy ważą minimum 32 kg, barany natomiast min. 40 kg. Są to owce drobne, o cechach pierwotnych. Można je strzyc nawet dwa razy rocznie. Potomstwo wydają zwykle dwa razy w roku, najczęściej mają ciąże bliźniacze.Owce dorosłe są barwy siwej zaś młode osobniki charakteryzują się ciemną wełną. W miarę dorastania jej barwa zmienia się i zaczyna przypominać barwę wełny dorosłych osobników. Są to owce odporne na choroby. Ich mięso przypomina dziczyznę.